# Humbucker
En humbucker er en type guitar-pickup, som blev opfundet af Seth Lover (fra firmaet Gibson) i 1955. Humbuckeren var et bud på at løse problemet med elektromagnetisk støj, som var et stort problem på de eksisterende single coil-pickupper.
Støjen udbalanceres ved at bruge to single-coils, normalt placeret side om side med modsat magnetisk og elektrisk polaritet. Da spolerne sidder på hver side af strengen, vil signalet fra strengens påvirkning være i modfase i hver spole og dermed være i fase, da disse indbyrdes er forbundet modsat. Netop fordi både spolerne og magneterne i den ene del af humbuckeren er vendt omvendt, vil signalet blive i rigtig fasevendt, hvorimod støjen bliver i modfase hvorved støjen afbalances, da den kommer ud i 0 grader forskudt fase.
Denne kobling giver også pickuppen en anden lyd – styrken på det elektriske signal den afgiver er dobbelt så stor, og nogle af de meget lyse toner bliver også dæmpet. Både humbucker- og single coil-pickupper bruges i dag på guitarer, da nogle musikere foretrækker den lysere, skarpere lyd af en single coil-pickup.